# Žabovřesky (Chlístov)
Žabovřesky (Duits: Schaborschesk of Schaborschesk bei Klistau) is een Tsjechische plaats in de gemeente Chlístov in de regio Midden-Bohemen en maakt deel uit van het district Benešov. Het dorp ligt op ongeveer 0,5 kilometer afstand van Chlístov en op 4 kilometer afstand van de stad Benešov.
Žabovřesky telt 162 inwoners (2021).

## Geschiedenis
De eerste schriftelijke vermelding van het dorp dateert van 1342.
Tijdens de Tweede Wereldoorlog maakte Žabovřesky deel uit van het militaire oefenterrein van de SS Benešov. De inwoners moesten op 1 april 1943 noodgedwongen verhuizen en konden pas na de oorlog weer terugkeren. In 1949 werd Žabovřesky, samen met Chlístov, ingedeeld bij het district Benešov.

## Verkeer en vervoer

### Autowegen
Er leidt een regionale weg naar het dorp.

### Spoorlijnen
Er is geen station in Žabovřesky. Het dichtstbijzijnde station is in Benešov, op zo'n 4 kilometer afstand.

### Buslijnen
De volgende buslijn halteert in de buurt van het dorp:
| Halte                | Lijn          | Traject                | Vervoerder   |
| -------------------- | ------------- | ---------------------- | ------------ |
| Chlístov, Žabovřesky | MHD 3 Benešov | Benešov - Buková Lhota | CŠAD Benešov |

## Bezienswaardigheden
- Huis nr. 9;
- Dorpskapel.

## Galerij

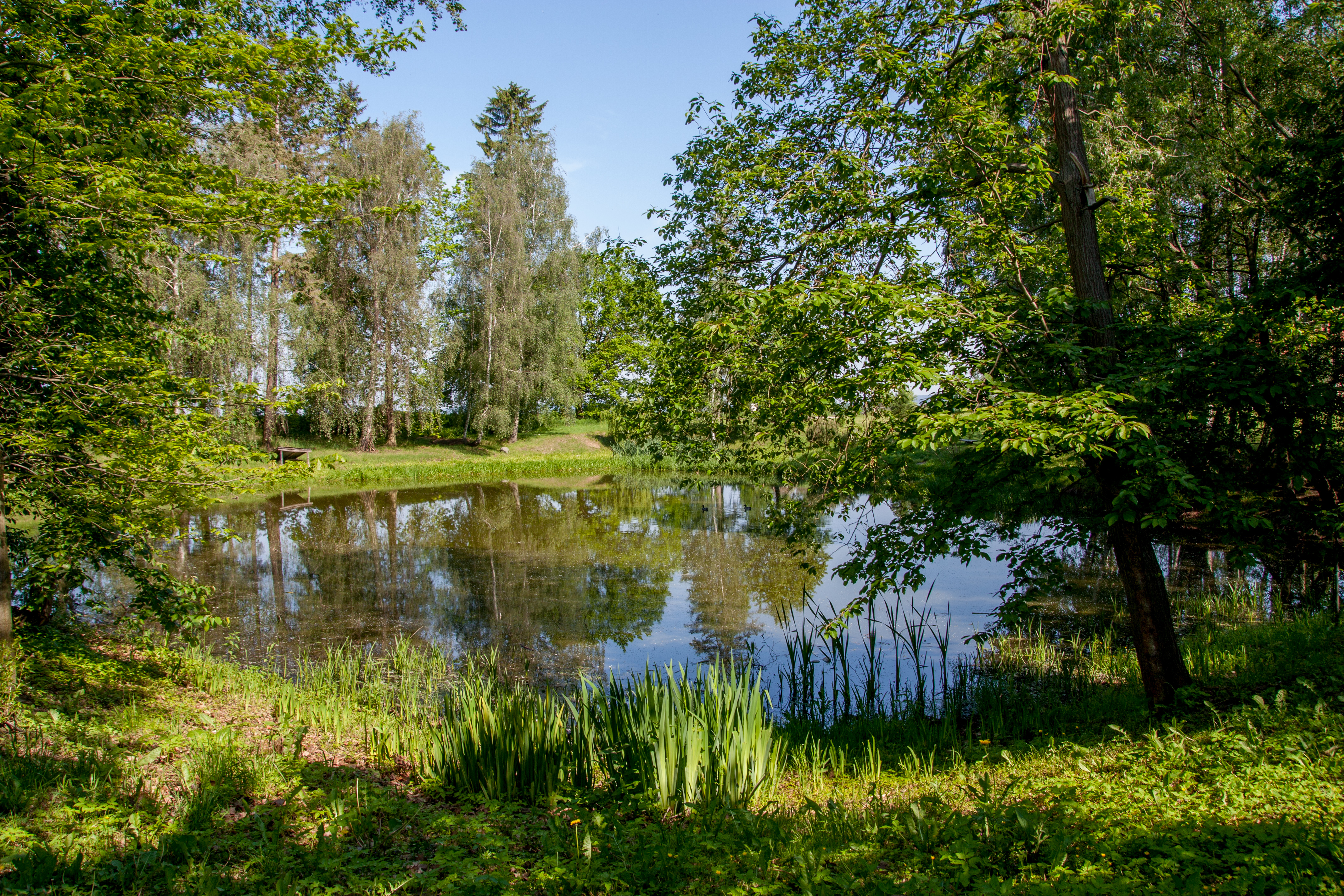
Meertje nabij het dorp (2019)
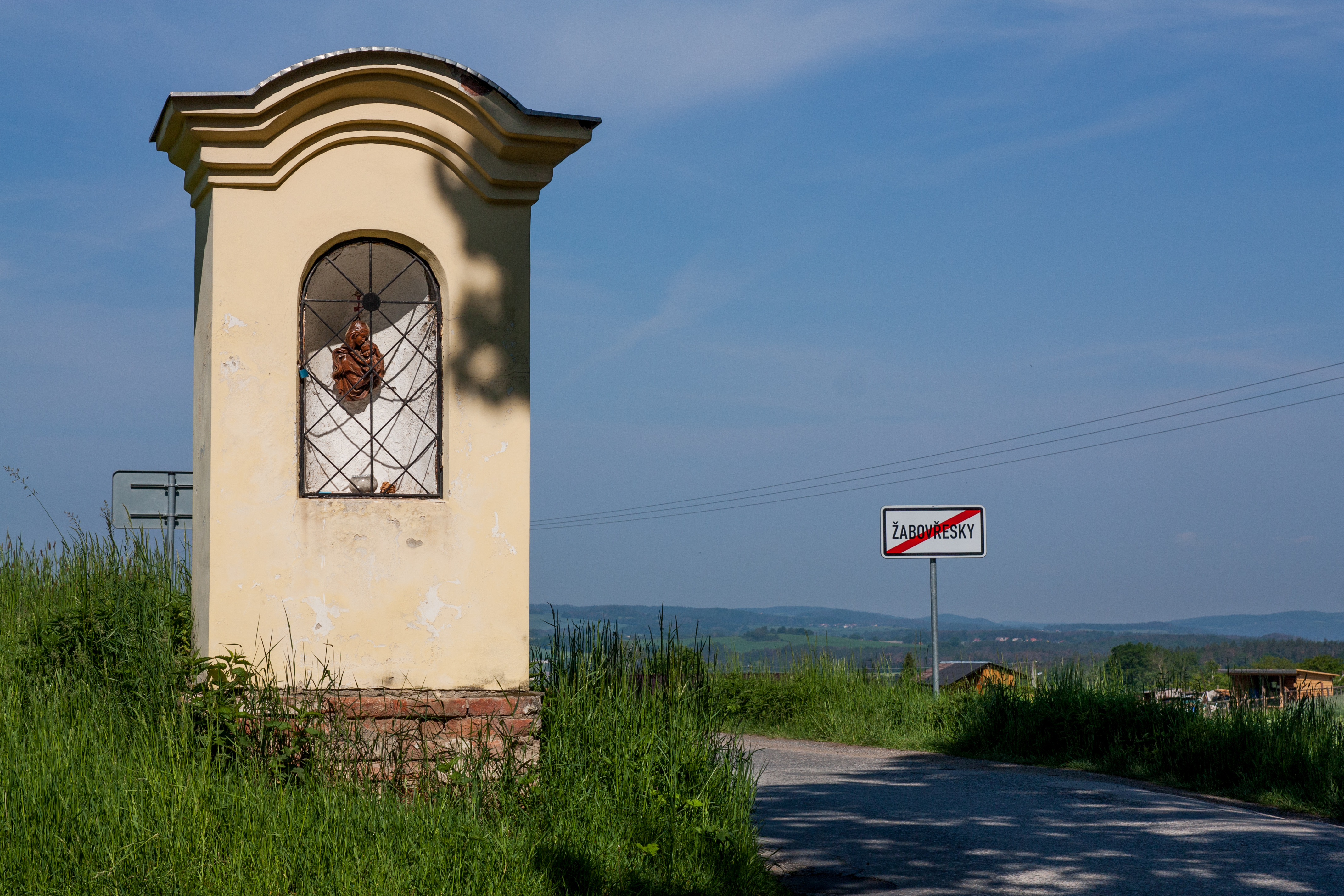
Dorpskapel (2019)